# Cacospongia serta
Cacospongia serta är en svampdjursart som först beskrevs av Lendenfeld 1889.  Cacospongia serta ingår i släktet Cacospongia och familjen Thorectidae. Inga underarter finns listade i Catalogue of Life.